# Liste der FFH-Gebiete in der ausschließlichen Wirtschaftszone
Die Liste der FFH-Gebiete in der ausschließlichen Wirtschaftszone zeigt die acht (Stand Januar 2019) FFH-Gebiete der ausschließlichen Wirtschaftszone von Deutschland.

## Hinweise zu den Angaben in der Tabelle
- Gebietsname: Amtliche Bezeichnung des Schutzgebiets
- Bild/Commons: Bild und Link zu weiteren Bildern aus dem Schutzgebiet
- BfN-ID: Kennung des Schutzgebietes, vergeben durch das Bundesamt für Naturschutz
- WDPA-ID: Link zum Schutzgebiet in der World Database on Protected Areas
- EEA-ID: Link zum Schutzgebiet in der Datenbank der European Environment Agency (EEA)
- seit: Datum der Ausweisung als Schutzgebiet
- Lage: Geografischer Standort
- Kreis/Stadt: Landkreis oder Gemeinde, auf deren Gebiet sich das Schutzgebiet befindet
- Fläche: Gesamtfläche des Schutzgebiets in Hektar
- Bemerkungen: Besonderheiten und Anmerkungen

Die Koordinatenangaben entsprechen dem Mittelpunkt eines Rechtecks, das die äußersten Grenzen von als FFH-Gebieten gemeldeten Flächen umschließt. Dadurch können diese Angaben weit außerhalb der eigentlichen Standorte der Schutzgebiete liegen. Sie dienen nur der groben Orientierung.
Bis auf die Spalte Lage sind alle Spalten sortierbar.

## Tabelle
| Gebietsname                   | Bild/Commons   | BfN-ID   | WDPA-ID   | EEA-ID    | seit | Lage | Kreis/Stadt | Fläche ha | Bemerkungen |
| ----------------------------- | -------------- | -------- | --------- | --------- | ---- | ---- | ----------- | --------- | ----------- |
| Adlergrund                    |                | 1251-301 | 555517791 | DE1251301 | 2004 | ⊙    |             | 23397     |             |
| Borkum-Riffgrund              |                | 2104-301 | 555556937 | DE2104301 | 2008 | ⊙    |             | 62548     |             |
| Doggerbank                    |                | 1003-301 | 555557231 | DE1003301 | 2009 | ⊙    |             | 169895    |             |
| Fehmarnbelt                   | weitere Bilder | 1332-301 | 555543242 | DE1332301 | 2008 | ⊙    | Fehmarn     | 27992     |             |
| Kadetrinne                    |                | 1339-301 | 555517807 | DE1339301 | 2004 | ⊙    |             | 10007     |             |
| Pommersche Bucht mit Oderbank |                | 1652-301 | 555517881 | DE1652301 | 2004 | ⊙    |             | 110115    |             |
| Sylter Außenriff              | weitere Bilder | 1209-301 | 555517780 | DE1209301 | 2004 | ⊙    |             | 531429    |             |
| Westliche Rönnebank           |                | 1249-301 | 555517790 | DE1249301 | 2004 | ⊙    |             | 8601      |             |